# Le Couronnement de Charlemagne
Le Couronnement de Charlemagne est une fresque (environ 500 × 670 cm) de Raphaël et de ses aides, datable de 1516-1517, située dans la Chambre de l'Incendie de Borgo, l'une des quatre Chambres de Raphaël au  Vatican.

## Histoire
Raphaël commence à travailler sur la troisième chambre peu de temps après l'élection du pape Léon X. Le pontife, peut-être inspiré par la scène de La Rencontre entre Léon  Ier le Grand et Attila dans la Chambre d'Héliodore, dans laquelle il a inséré son propre portrait à la place de celui de Jules II, choisit comme thème de la décoration, la célébration des papes portant son nom, Léon III et IV, dont les récits, tirés du Liber Pontificalis, font allusion au pontife actuel, à ses initiatives et à son rôle.
La première fresque terminée est celle de L'Incendie de Borgo, qui a ensuite donné son nom à la pièce. Les interventions dédicacées du maître y sont toujours cohérentes, tandis que dans les épisodes suivants, les nouveaux engagements pris par Raphaël envers le pape (à la basilique Saint-Pierre et pour les tapisseries de la chapelle Sixtine) rendent nécessaire une intervention des aides de plus en plus visible, parmi lesquels se distinguent Jules Romain, Giovan Francesco Penni et Giovanni da Udine.
Dans  Le Couronnement de Charlemagne, bien que de nombreux dessins de Raphaël témoignent de sa conception par le maître, la mauvaise qualité de la peinture suggère une large intervention des aides, notamment Penni, Raffaellino del Colle et peut-être Jules Romain. Giovanni Battista Cavalcaselle et Gamba ont émis l'hypothèse d'une intervention directe de Raphaël dans certains portraits du groupe d'évêques de droite.

## Description et style

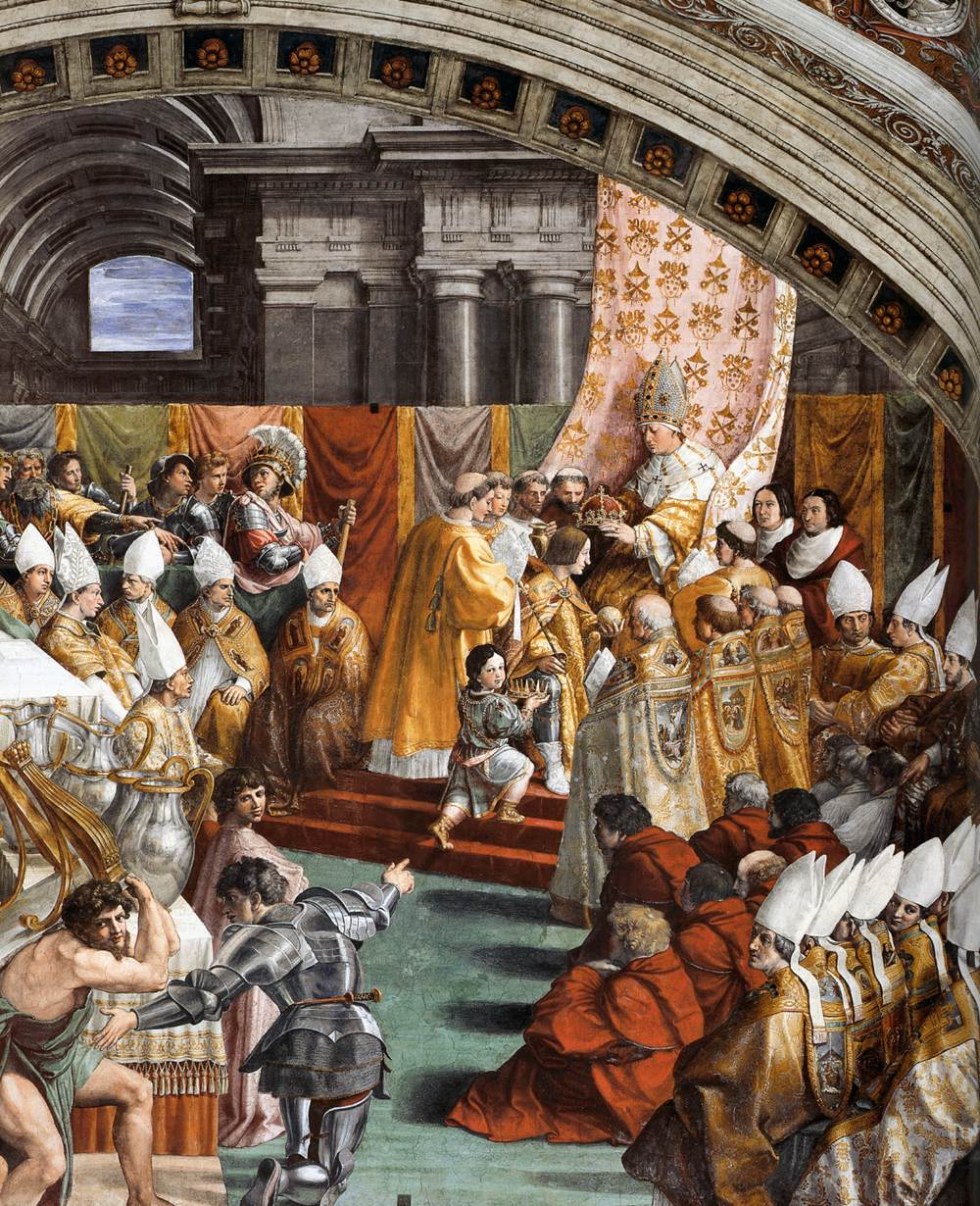
Détail.

L'épisode du couronnement de Charlemagne par Léon III s'est historiquement déroulé la veille de Noël de l'an 800 dans l'ancienne basilique Saint-Pierre au Vatican. La scène représentée est probablement destinée à faire allusion au concordat entre le Saint-Siège et le Royaume de France signé en 1515 à Bologne. Le pape a les traits de Léon X et l'empereur ceux de François Ier, roi de France au moment de la création de la fresque.
La scène se déroule le long d'une diagonale, qui conduit l'œil du spectateur en profondeur, où sous le baldaquin papal (décoré des clés de saint Pierre) entouré de décorations festives, a lieu le couronnement. Deux groupes de cardinaux, d'évêques et de soldats entourent l'estrade, tandis qu'à gauche on voit l'autel et, au premier plan, un groupe de serviteurs qui empilent de grands vases en argent et en or, reprise du thème impérial des triomphes romains.
Selon Giorgio Vasari, le page agenouillé à côté de l'empereur, qui tient la couronne royale (remplacée par le pape par la couronne impériale), serait le très jeune Hippolyte de Médicis. L'architecture fait probablement référence, encore une fois dans les Chambres, à l'état du chantier de Saint-Pierre.
Au-dessus de la porte, pour combler le coin étroit, Raphaël conçoit une cantoria d'où jaillissent de jeunes chanteurs intrigués par l'événement : l'un d'eux tient une partition à la main. Le pape Léon est un grand admirateur de la musique.